# Pathein

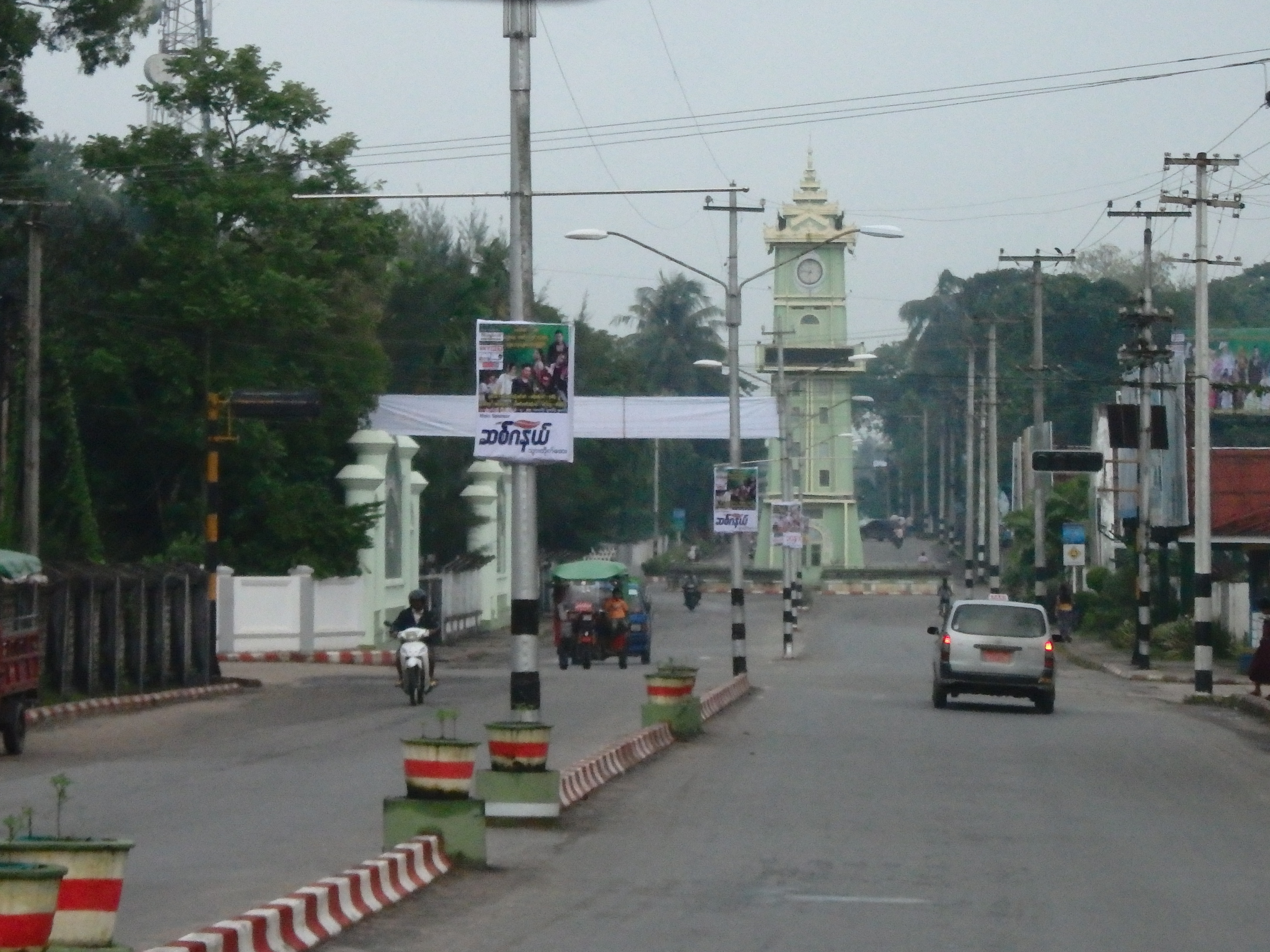
Pathein

Thành phố Pathein là thủ phủ của Vùng Ayeyarwady ở Myanmar. Thành phố này nằm bên sông Pathein ở phía tây đồng bằng sông Ayeyarwady và cách thành phố Yangon khoảng 190 km về phía tây. Thành phố có khoảng 300.000 dân, chủ yếu là người Karen và người Rakhine.
Điểm tham quan chính ở thành phố này là Shwemokhtaw Paya mà tương truyền là do vua Asoka của Ấn Độ dựng lên. Ngoài ra còn có Bảo tàng Văn hóa Pathein. Có hai đại học là Đại học Sư phạm Pathein và Đại học Pathein đóng ở thành phố này.
Xa xưa, vùng đất Pathein ngày nay là một phần của vương quốc của người Mon. Tuy nhiên hiện không còn mấy người Mon sinh sống ở đây.

## Khí hậu
| Dữ liệu khí hậu của Pathein (1981-2010) | Dữ liệu khí hậu của Pathein (1981-2010) | Dữ liệu khí hậu của Pathein (1981-2010) | Dữ liệu khí hậu của Pathein (1981-2010) | Dữ liệu khí hậu của Pathein (1981-2010) | Dữ liệu khí hậu của Pathein (1981-2010) | Dữ liệu khí hậu của Pathein (1981-2010) | Dữ liệu khí hậu của Pathein (1981-2010) | Dữ liệu khí hậu của Pathein (1981-2010) | Dữ liệu khí hậu của Pathein (1981-2010) | Dữ liệu khí hậu của Pathein (1981-2010) | Dữ liệu khí hậu của Pathein (1981-2010) | Dữ liệu khí hậu của Pathein (1981-2010) | Dữ liệu khí hậu của Pathein (1981-2010) |
| Tháng                                   | 1                                       | 2                                       | 3                                       | 4                                       | 5                                       | 6                                       | 7                                       | 8                                       | 9                                       | 10                                      | 11                                      | 12                                      | Năm                                     |
| --------------------------------------- | --------------------------------------- | --------------------------------------- | --------------------------------------- | --------------------------------------- | --------------------------------------- | --------------------------------------- | --------------------------------------- | --------------------------------------- | --------------------------------------- | --------------------------------------- | --------------------------------------- | --------------------------------------- | --------------------------------------- |
| Trung bình ngày tối đa °C (°F)          | 31.9 (89.4)                             | 33.8 (92.8)                             | 35.5 (95.9)                             | 36.6 (97.9)                             | 34.2 (93.6)                             | 30.9 (87.6)                             | 30.3 (86.5)                             | 30.0 (86.0)                             | 31.0 (87.8)                             | 32.1 (89.8)                             | 32.2 (90.0)                             | 31.3 (88.3)                             | 32.5 (90.5)                             |
| Tối thiểu trung bình ngày °C (°F)       | 17.5 (63.5)                             | 19.2 (66.6)                             | 21.7 (71.1)                             | 24.4 (75.9)                             | 25.2 (77.4)                             | 24.5 (76.1)                             | 24.2 (75.6)                             | 24.1 (75.4)                             | 24.1 (75.4)                             | 24.1 (75.4)                             | 22.2 (72.0)                             | 18.8 (65.8)                             | 22.5 (72.5)                             |
| Lượng mưa trung bình mm (inches)        | 1.8 (0.07)                              | 9.4 (0.37)                              | 7.4 (0.29)                              | 26.9 (1.06)                             | 275.5 (10.85)                           | 605.7 (23.85)                           | 646.9 (25.47)                           | 636.2 (25.05)                           | 385.0 (15.16)                           | 205.6 (8.09)                            | 80.3 (3.16)                             | 7.0 (0.28)                              | 2.887,7 (113.69)                        |
| Nguồn: Viện Khí tượng Na Uy             |                                         |                                         |                                         |                                         |                                         |                                         |                                         |                                         |                                         |                                         |                                         |                                         |                                         |